# Guy for That
Guy for That è un singolo di Post Malone e vede la partecipazione vocale Luke Combs, pubblicato il 26 luglio 2024 come terzo estratto dal sesto album in studio F-1 Trillion.

## Video musicale
Diretto da Chris Villa, il video è stato pubblicato in concomitanza con l'uscita il singolo.

## Tracce
1. Guy for That (feat. Luke Combs) – 2:44